# Персональный суперкомпьютер
Персональный суперкомпьютер — условная характеристика высокопроизводительной электронно-вычислительной машины, ориентированной на решение задач интенсивной числовой обработки, выполненной в компактном корпусе, обычно в форм-факторе настольного компьютера, которая может быть установлена непосредственно на рабочем месте, а не в специально отведенных помещениях, как это необходимо для кластерных суперкомпьютеров. Такие машины используются для работы с приложениями, требующими наиболее интенсивных вычислений (например, в молекулярной динамике, генетике), что в том числе это отличает их от серверов и мэйнфреймов — компьютеров с высокой общей производительностью, призванных решать типовые задачи (например, обслуживание больших баз данных или одновременная работа с множеством пользователей).

## На основе GPU и родственных чипах
Наиболее широкое распространение на сегодняшний день получили персональные суперкомпьютеры, построенные на принципе использования вычислительных мощностей графических процессоров (GPU, GPGPU), параллелизма (многопоточность). Подобные суперкомпьютеры строятся на основе специальных адаптеров, используемых как вычислители. Возможна установка в один персональный суперкомпьютер сразу нескольких вычислителей, что обеспечит общую производительность порядка единиц-десятков терафлопс (в зависимости от точности). Вычислители подобного рода выпускаются в основном двумя производителями: NVIDIA — NVIDIA Tesla и AMD — AMD FireStream. В начале 2010-х специализированный высокопроизводительный ускоритель предложила компания Intel под названием Xeon Phi.
Для программирования вычислений на GPU NVIDIA существует особая среда разработки — CUDA, позволяющая программистам и разработчикам писать программное обеспечение для решения большинства вычислительных задач благодаря многоядерной вычислительной мощности графических процессоров на диалекте языка Си. CUDA даёт разработчику возможность по своему усмотрению организовывать доступ к набору инструкций графического ускорителя и управлять его памятью, организовывать на нём сложные параллельные вычисления. Графический ускоритель с поддержкой CUDA становится мощной программируемой открытой архитектурой подобно сегодняшним центральным процессорам.

## На основе FPGA
Copacobana — проект специализированного суперкомпьютера для криптоанализа. Использует множество FPGA-микросхем.

## Примеры устройств на основе микропроцессоров
- Intel iPSC.
- SGI Octane.
- SGI Octane III — персональный суперкомпьютер на основе процессоров Atom.
- T-Mini — персональный суперкомпьютер на основе процессоров Intel Xeon разработки компании Т-Платформы.[1].
- Cray CX1[англ.].
- TyanPSC[2]
- Nvidia Nvidia DGX[3] Station A100[4].
- Cerebras CS-2[5].